# アクシュムカル
アクシュムカル（あくしゅむかる）は、キルギス共和国の政党である。反バキエフを目的として、国内の民主勢力を結集した政党。アクシュムカルは、キルギス語で白鷹を意味する。

## 概要
2005年11月25日、前身である「民主勢力同盟」が結成された。
2007年4月10日、民主勢力連合の臨時会議において、党名が「民主勢力同盟「アクシュムカル」」に改称され、現党首のサリエフを含む多数のジョゴルク・ケネシュ（議会）代議員がこれに加わった。
2008年6月21日、党規約が改正され、「政党「アクシュムカル」」に改称され、幹部から成る党最高会議等の組織が整備された。また、共同議長職が廃止され、サリエフが全会一致で党首（議長）に選出された。
2010年キルギス騒乱時には、ローザ・オトゥンバエヴァを首班とする臨時政府に加わり、党首のサリエフは、副首相兼財務相に就任した。
同年10月の総選挙では政権与党側で参加したが、得票に伸び悩み議席を得られなかった。

## 組織
52名から成る党最高会議と19名から成る党政治会議が設置されている。

## 歴代党首
- テミール・サリエフ（2008年6月21日 -）